# Adrien Costa
Adrien Costa (Stanford, 19 de agosto de 1997) é um ciclista estadounidense, nascido de pais franceses, que foi profissional de 2016 a 2017.
Em agosto de 2018 foi-lhe amputada uma perna depois de sofrer um acidente enquanto praticava escalada.

## Palmarés
- 2016
- Tour de Bretanha, mais 1 etapa
  - 1 etapa do Tour de Saboia
  - 1 etapa do Tour de l'Avenir